# Sernancelhe (freguesia)
Sernancelhe is een plaats (freguesia) in de Portugese gemeente Sernancelhe en telt 1194 inwoners (2001).